# 恋愛検定
『恋愛検定』（れんあいけんてい）は、桂望実による日本の小説。また、それを原作としたテレビドラマである。

## 書誌情報
- 桂望実『恋愛検定』祥伝社、2011年。ISBN 978-4-396-63372-1。

## テレビドラマ
2012年6月3日から6月24日までNHKプレミアムドラマ枠（全4回）で放送 
。

### キャスト
第1話「自称恋多き女 四級検定」
辻 恵理子（30） - 田中麗奈（中学生時：美山加恋）
※ 占めし検定受験者「狙った男は必ず落とす！」
化粧品会社広報部のエース。携帯には数百人の男の連絡先。男が切れたことが無い、自称"恋多き女"。モテ系女子へのターニングポイントは中学時代にあるらしい。
小倉 司（26） - 瀬戸康史
※ 恋のターゲット
恵理子が勤める化粧品会社を担当する大手広告会社の社員。恵理子から恋のターゲットとして強引に迫られる。仕事熱心で真面目な青年。
夏井 美優 - 田中美保
恵理子と同じ広報チームで働く後輩。
関根 果子 - 高部あい
恵理子と同じ広報チームで働く後輩。
並木 信 - 金井勇太
恵理子と同じ広報チームで働く後輩。
辻 香織 - 荒川ちか
恵理子の妹。中学生ながら、次々と男を変える姉を冷静に見ている。
辻 利彦 - 春海四方
恵理子の父。恵理子が中2の年に母が再婚したステップファーザー。
辻 寿子 - 木内みどり
恵理子の母。下町の辻米店を夫婦で商う。離婚歴があり、夫は恵理子が中学生のときに、婿入りした。

第2話「無駄にやさしい女 三級検定」
香川 紗代（25） - マイコ
アロマショップ店員。夢に生きる男に惹かれやすく、必要以上に優しく接してしまう為、都合良く利用されては捨てられてしまう。偶然知り合った警備員の未知人に恋心を抱くが、未知人の静香への再アプローチのメールにアドヴァイスしてしまう。
松下 未知人（26） - 斉藤工
紗代の働くビルで警備員のバイトをしている男性。将来の夢は、山小屋経営。元婚約者・静香と、もう一度やり直したいと思っている。
千石 都 - 内田慈
アロマショップの同僚で店長。周囲から頼りにされている。
甘粕 静香 - 大谷英子
フラワーショップの店員。未知人の元婚約者。
吉光 淳哉 - 東出昌大
紗代の元恋人。ロックバンドのギター担当。
戸村 すみれ - 太田彩乃
紗代の親友。コーラス倶楽部の仲間。
鍋島のおばさま - 東山明美
女性コーラス倶楽部のリーダー。紗代を気に入っており、我山を紹介する。
我山 裕一郎 - 坪倉由幸（我が家）
鍋島のおばさまが紗代に紹介したエリート官僚。紗代の優しさを、自分への好意と勘違いしてしまう。

第3話「石橋を叩き続ける男 二級検定」
大野 尚（34） - 武田真治
繊維メーカー研究職。聡明で合理的かつ几帳面。幹事を務めた同僚・池脇の結婚式で新婦側の幹事・友梨に惹かれる。恋愛の神様に積極性不足と言われ、彼女をサイクリングデートに誘うことにするが‥。
前田 友梨（27） - 野波麻帆
大野の同僚・池脇の結婚式で新婦側の幹事として知り合った女性。大野のスマートな進行に感心する。
伊藤 朋弘 - 水沢駿
大野と池脇の大学時代からの同期。営業社員。お調子者。
金子 杏 - 瑛蓮
友梨の親友で、池脇の結婚相手。
八木 奈智美 - 西慶子
友梨の親友で、杏の結婚式の幹事を一緒に務める。
小泉 - コッセこういち
大野の研究所の後輩。
池脇 裕作 - 池内万作
大野の大学時代からの同期で、同じ研究所の同僚。杏との結婚式を控え、幹事を大野に頼む。大胆な仮説や天才的な発想で、研究者として大きな功績を挙げてきた。

最終話「神様が惚れた女 マイスター検定」
沢田 ゆかり（39） - 木村多江
両親の跡を継いで美容室を営む美容師。地味だが、清楚で仕事も的確な為、客からの信頼も厚い。妹で、FMラジオのDJ・かのりが恋愛相談に答えるコーナーのコメントは、実は全て自身が考えている。
新垣 義久（41） - 石原良純
リフォーム業者。ゆかりの美容室と家のリフォームを請け負う。ゆかりを気に入り、かのりの助力で何とか近付こうとする。
沢田 かのり (39) - 真飛聖
ゆかりの妹。FMラジオで人気の恋愛相談コーナーを持つDJだが、実は自身は恋愛に不器用で恋人とは喧嘩が絶えない。相談コーナーの答えを姉・ゆかりに頼っている。
新垣 駿 - 田中理勇
ゆかりの美容室に出入りする謎の少年。
若林 雪彦 - 山中聡
かのりの恋人。付き合って長いが、なかなか結婚に踏み出せない。現在はベルギーでパティシエの修行をしている。
亜紀さん - 水木薫
ゆかりの美容室の常連客。
伊藤 貴美子 - 紺野千春

全話
恋愛の神様 - ほっしゃん。
"恋愛力"の落ちている人間社会の為、恋愛に悩む人々の元を訪れては恋愛検定を受けさせている神様。しかし、仕事には無気力で、人間の恋愛にも興味が無く、もっと人気のある神様（商売の神様等）になりたかったと受験者にぼやいている。しかし、徐々に受験者に情が移り、助言する場合もある。唯一の楽しみは、酒を飲むこと。
スペインママ - カルメン・ポルセル
スペインバルで毎夜フラメンコを踊り、訪れる客を魅了するダンサーであり店長。受験者達を温かく見守り、時にアドバイスをしてくれる。恋愛の神様とは旧知の仲らしい。